# Renty
Renty est une commune française située dans le département du Pas-de-Calais en région Hauts-de-France. Ses habitants sont appelés les Rentysiens. La commune est membre de la communauté d'agglomération du Pays de Saint-Omer.

## Géographie

### Localisation
Localisée dans le centre du département du Pas-de-Calais, Renty est une commune rurale de la vallée du fleuve l'Aa située, à vol d'oiseau, à 3 km au sud-ouest de la commune de Fauquembergues, dont elle est limitrophe, et à 23 km au sud-ouest de la commune de Saint-Omer (aire d'attraction et chef-lieu d'arrondissement).
Le territoire de la commune est limitrophe de ceux de six communes.
Les communes limitrophes sont Thiembronne, Audincthun, Coupelle-Vieille, Fauquembergues, Rumilly et Verchocq.

### Géologie et relief
La superficie de la commune est de 15,67 km2 ; son altitude varie de 77  à   186 mètres.

### Hydrographie
La commune, située dans le bassin Artois-Picardie, est drainée par deux cours d'eau :
- l'Aa, d'une longueur de 56 km, qui prend sa source dans la commune de Bourthes et se jette dans le canal de Neufossé au niveau de la commune de Saint-Omer[4] ;
- le Valtencheux, d'une longueur de 1,95 km qui prend sa source dans la commune et se jette dans l'Aa au niveau de la commune[5].

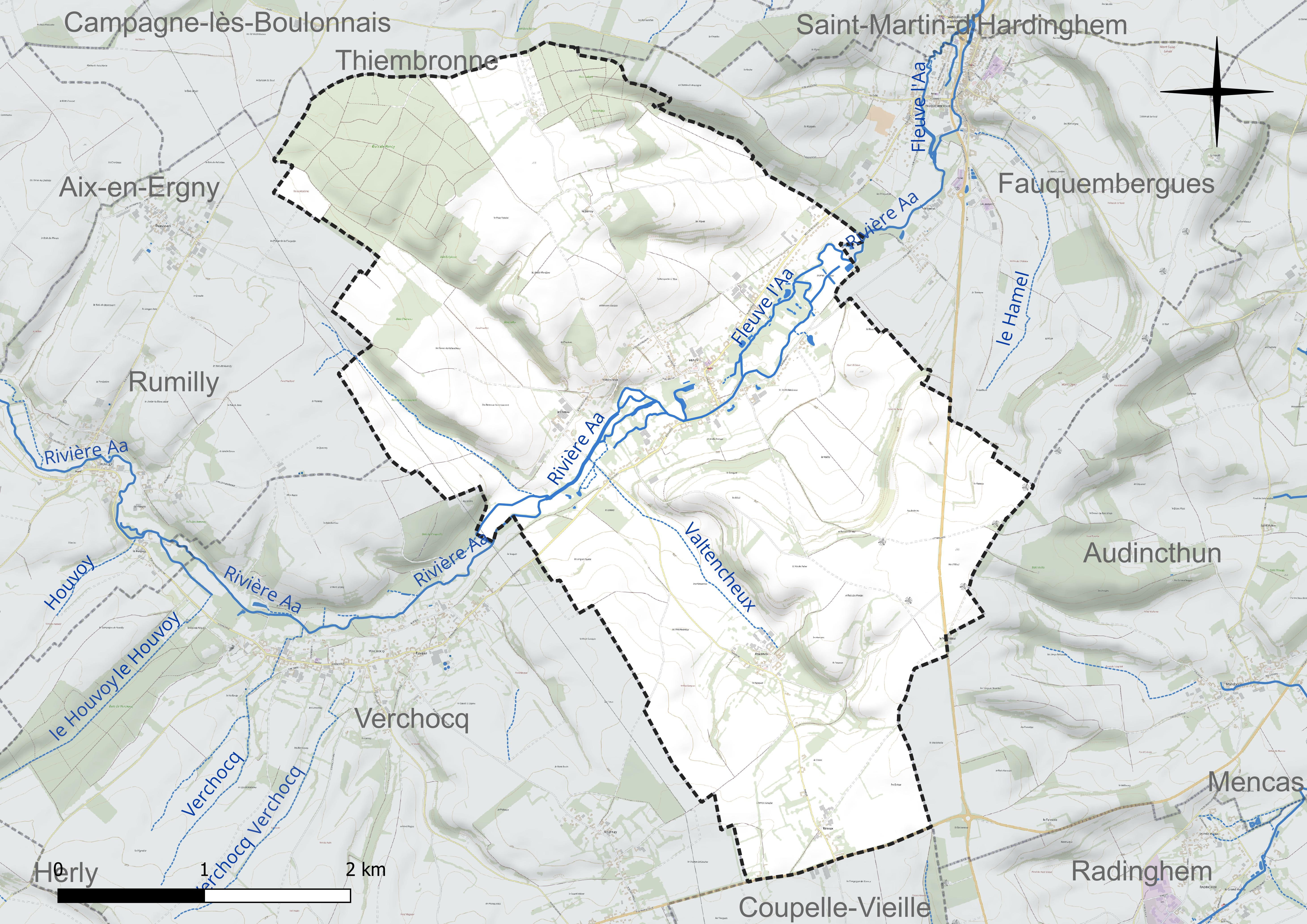
Réseau hydrographique de Renty.

### Climat
Pour des articles plus généraux, voir Climat des Hauts-de-France et Climat du Nord-Pas-de-Calais.
En 2010, le climat de la commune est de type climat océanique franc, selon une étude du Centre national de la recherche scientifique (CNRS) s'appuyant sur une série de données couvrant la période 1971-2000. En 2020, Météo-France publie une typologie des climats de la France métropolitaine dans laquelle la commune est exposée à un climat océanique et est dans la région climatique Côtes de la Manche orientale, caractérisée par un faible ensoleillement (1 550 h/an) ; forte humidité de l’air (plus de 20 h/jour avec humidité relative > 80 % en hiver), vents forts fréquents.
Pour la période 1971-2000, la température annuelle moyenne est de 10,2 °C, avec une amplitude thermique annuelle de 13,3 °C. Le cumul annuel moyen de précipitations est de 979 mm, avec 13,3 jours de précipitations en janvier et 8,5 jours en juillet. Pour la période 1991-2020, la température moyenne annuelle observée sur la station météorologique la plus proche, située sur la commune de Radinghem à 5 km à vol d'oiseau, est de 10,5 °C et le cumul annuel moyen de précipitations est de 1 038,1 mm,. Pour l'avenir, les paramètres climatiques de la commune estimés pour 2050 selon différents scénarios d'émission de gaz à effet de serre sont consultables sur un site dédié publié par Météo-France en novembre 2022.
| Mois                                  | jan.             | fév.           | mars          | avril           | mai             | juin           | jui.           | août           | sep.          | oct.            | nov.            | déc.           | année      |
| ------------------------------------- | ---------------- | -------------- | ------------- | --------------- | --------------- | -------------- | -------------- | -------------- | ------------- | --------------- | --------------- | -------------- | ---------- |
| Température minimale moyenne (°C)     | 1,6              | 1,6            | 3,3           | 5               | 8               | 10,8           | 12,9           | 13,1           | 10,8          | 8,1             | 4,8             | 2,2            | 6,8        |
| Température moyenne (°C)              | 4                | 4,4            | 6,8           | 9,4             | 12,4            | 15,2           | 17,4           | 17,7           | 14,9          | 11,4            | 7,4             | 4,5            | 10,5       |
| Température maximale moyenne (°C)     | 6,4              | 7,1            | 10,2          | 13,8            | 16,8            | 19,6           | 22             | 22,2           | 19            | 14,7            | 9,9             | 6,9            | 14         |
| Record de froid (°C) date du record   | −13,8 02.01.1997 | −14,6 04.02.12 | −10 04.03.05  | −3,8 02.04.1996 | −0,7 05.05.1996 | 1,4 02.06.1991 | 5,7 07.07.1996 | 6,6 13.08.1993 | 3 17.09.1994  | −4,3 29.10.1997 | −7,8 23.11.1998 | −12,3 18.12.10 | −14,6 2012 |
| Record de chaleur (°C) date du record | 15 01.01.22      | 18,4 26.02.19  | 23,2 31.03.21 | 25,5 20.04.18   | 30,2 27.05.05   | 32,8 21.06.17  | 40,4 25.07.19  | 36,7 10.08.03  | 32,1 09.09.23 | 28,1 01.10.11   | 20 01.11.15     | 15,7 30.12.22  | 40,4 2019  |
| Précipitations (mm)                   | 97,7             | 84,7           | 71,6          | 60,1            | 69,5            | 70,3           | 72,9           | 83,6           | 76,9          | 107,8           | 118,6           | 124,4          | 1 038,1    |

### Paysages
Pour un article plus général, voir Paysage en France.
La commune s'inscrit dans les « paysages des hauts plateaux artésiens » tels qu’ils sont définis dans l’atlas de paysages de la région Nord-Pas-de-Calais, conçu par la direction régionale de l'Environnement, de l'Aménagement et du Logement (DREAL),.
Ces paysages, qui concernent 77 communes du Pas-de-Calais, se situent à l'extrémité ouest des collines de l'Artois qui traversent le Pas-de-Calais d'Arras au Boulonnais. L'altitude de ces paysages dépassent les 180 mètres. Ces dimensions sont modestes, d'une quinzaine de kilomètres du sud-est au nord-ouest et d'une vingtaine de kilomètres dans sa dimension la plus grande.
Ces « paysages des hauts plateaux artésiens », appelés aussi « Haut Artois », se caractérisent par trois ensembles écopaysagers : 
- l'ensemble mésophile ouvert du plateau artésien calcaire ;
- l'ensemble alluvial des fonds de vallée de la Lys et de l'Aa ;
- l'ensemble calcicole des versants calcaires des vallées[13].

Le « Haut Artois » dispose d'une importante densité de corridors biologiques bien interconnectés.
Dans le « Haut Artois », pas de villes, c'est une des rares terres rurales de la région, les communes les plus importantes sont, du nord au sud, Lumbres, Fauquembergues et Fruges. Le « Haut Artois », drainé par l'Aa et la Lys, constitue le sommet de l'anticlinal artésien, paysage ventée, froid et aux précipitations importantes qui en font le château d'eau régional.
Leș cultures représentent environ 60 % des sols, les prairies entre 26 et 27 %, les bois de 5 à 8 % et les villages et bourgs de 5 à 8 %, l'industrie y est peu présente.

### Milieux naturels et biodiversité

#### Zones naturelles d'intérêt écologique, faunistique et floristique
L’inventaire des zones naturelles d'intérêt écologique, faunistique et floristique (ZNIEFF) a pour objectif de réaliser une couverture des zones les plus intéressantes sur le plan écologique, essentiellement dans la perspective d’améliorer la connaissance du patrimoine naturel national et de fournir aux différents décideurs un outil d’aide à la prise en compte de l’environnement dans l’aménagement du territoire.
Le territoire communal comprend une ZNIEFF de type 1 : La haute Aa et ses végétations alluviales entre Remilly-Wirquin et Wicquinghem, d’une superficie de 564 ha et d'une altitude variant de 40  à   118 mètres.
et une ZNIEFF de type 2 : la haute vallée de l’Aa et ses versants en amont de Remilly-Wirquin, d’une superficie de 8 321 ha et d'une altitude variant de 45  à   100 mètres. La haute vallée de l’Aa se rattache à l’entité paysagère des hauts plateaux artésiens, elle intègre la source de ce fleuve côtier situé à Bourthes et les premiers kilomètres de ce cours d’eau qui trace un sillon profond dans les collines de l'Artois.

Carte des ZNIEFF de type 1 et 2 sur la commune
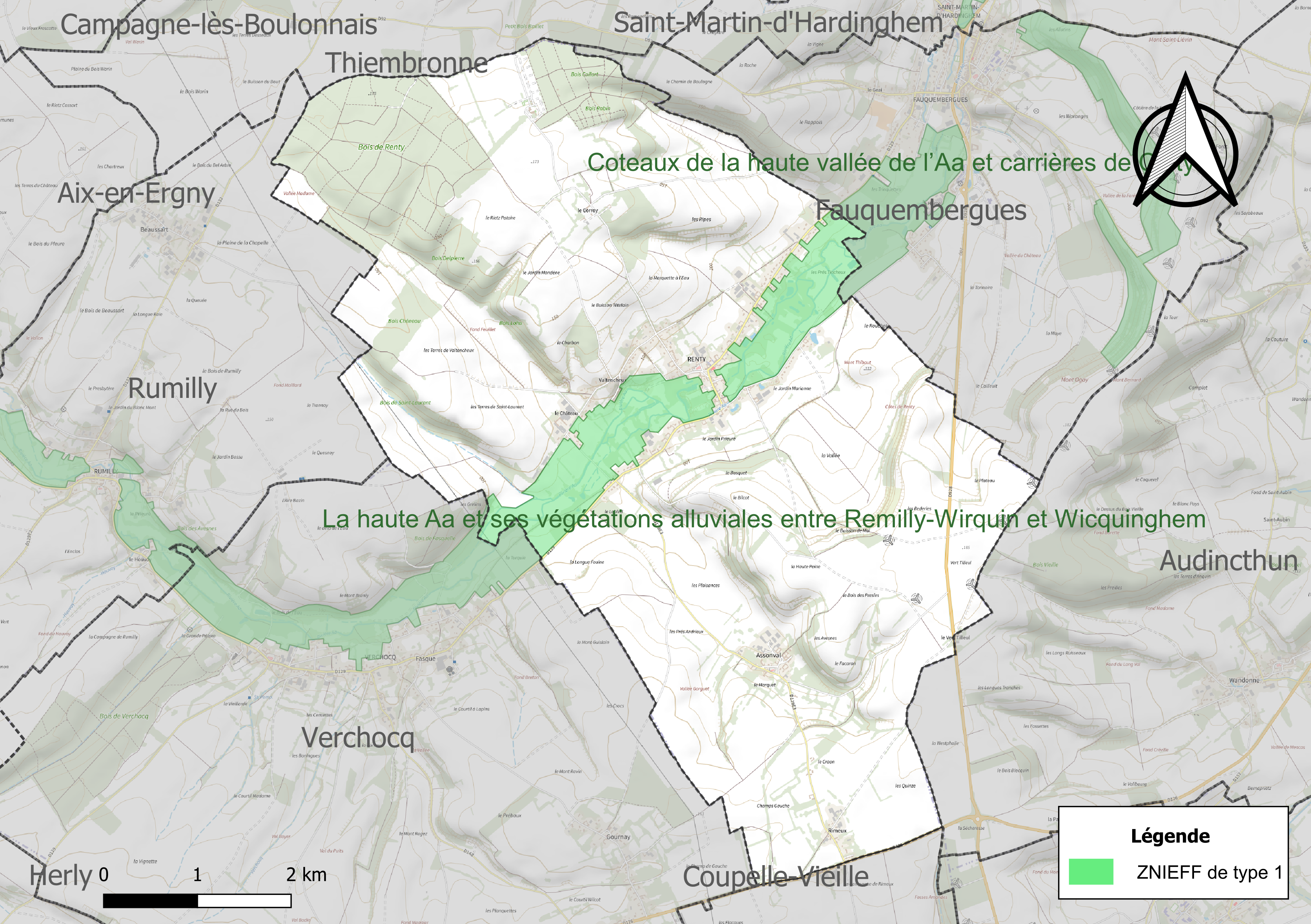
Carte de la ZNIEFF de type 1 sur la commune.
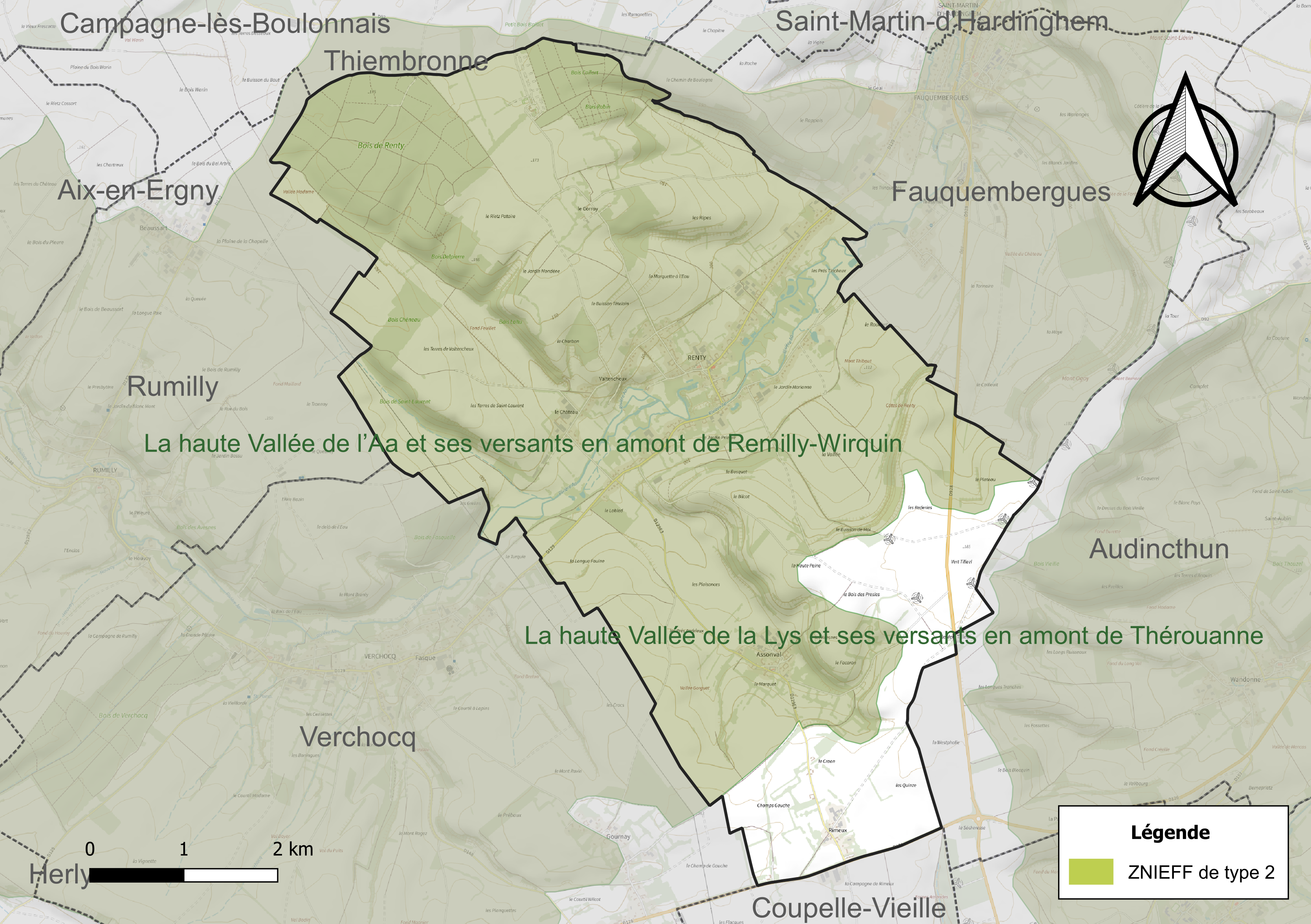
Carte de la ZNIEFF de type 2 sur la commune.

#### Espèces faunistiques et floristiques
L’Inventaire national du patrimoine naturel (INPN) recense plusieurs espèces faunistiques et floristiques sur le territoire de la commune dont certaines sont protégées et d’autres menacées et quasi-menacées.

## Urbanisme

### Typologie
Au 1er janvier 2024, Renty est catégorisée commune rurale à habitat dispersé, selon la nouvelle grille communale de densité à sept niveaux définie par l'Insee en 2022.
Elle appartient à l'unité urbaine de Fauquembergues, une agglomération intra-départementale regroupant quatre  communes, dont elle est ville-centre,,. Par ailleurs la commune fait partie de l'aire d'attraction de Saint-Omer, dont elle est une commune de la couronne,. Cette aire, qui regroupe 79 communes, est catégorisée dans les aires de 50 000 à moins de 200 000 habitants,.

### Occupation des sols
L'occupation des sols de la commune, telle qu'elle ressort de la base de données européenne d’occupation biophysique des sols Corine Land Cover (CLC), est marquée par l'importance des territoires agricoles (85,3 % en 2018), une proportion sensiblement équivalente à celle de 1990 (85,5 %). La répartition détaillée en 2018 est la suivante : 
terres arables (53,4 %), prairies (32 %), forêts (12,2 %), zones urbanisées (2,5 %). L'évolution de l’occupation des sols de la commune et de ses infrastructures peut être observée sur les différentes représentations cartographiques du territoire : la carte de Cassini (XVIIIe siècle), la carte d'état-major (1820-1866) et les cartes ou photos aériennes de l'IGN pour la période actuelle (1950 à aujourd'hui).

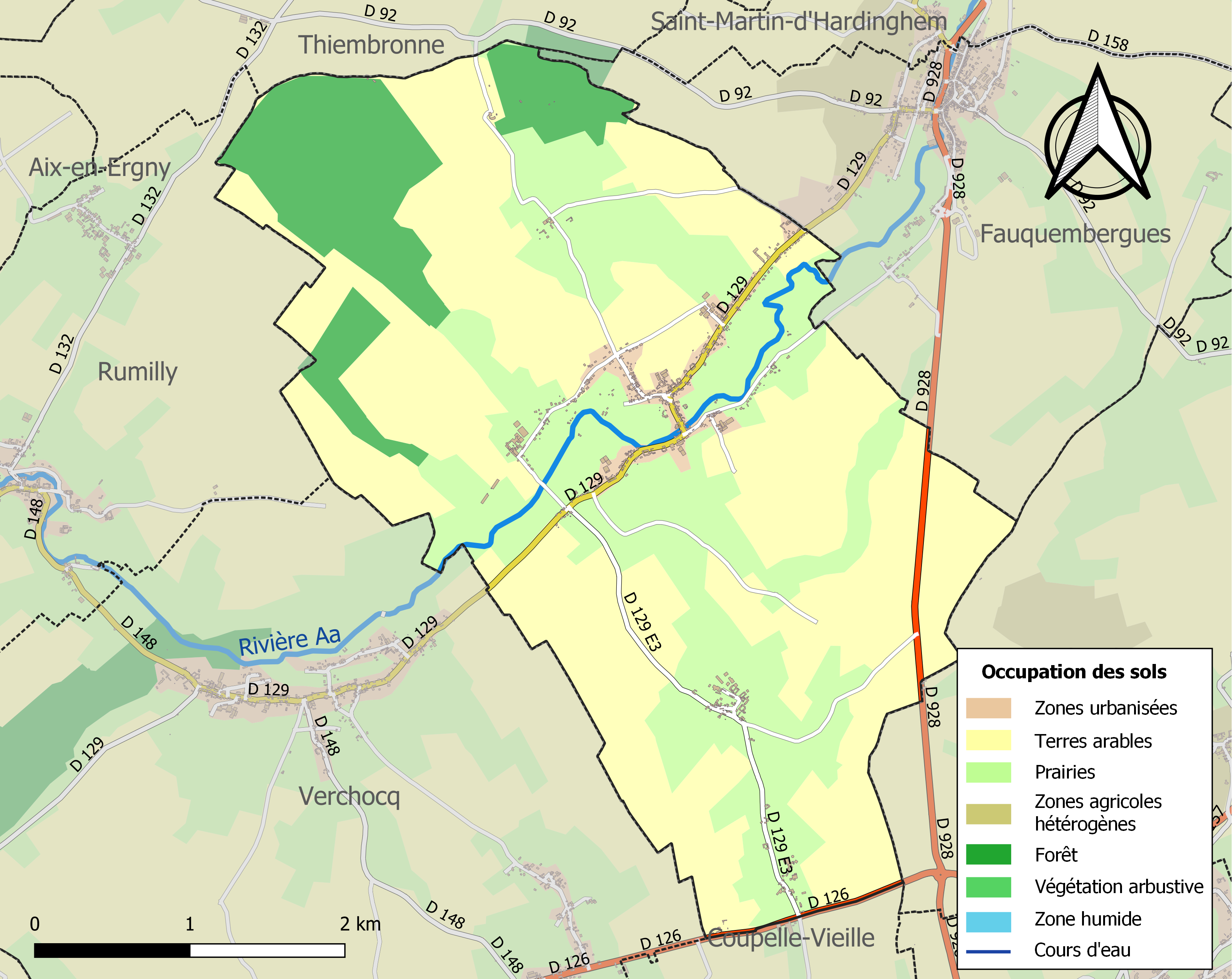
Carte des infrastructures et de l'occupation des sols de la commune en 2018 (CLC).

### Voies de communication et transports

#### Transport ferroviaire
La commune était située sur la ligne de chemin de fer Aire-sur-la-Lys - Berck-Plage, une ancienne ligne de chemin de fer qui reliait dans le département du Pas de Calais, entre 1893 et 1955, Aire-sur-la-Lys à Berck.

### Risques naturels et technologiques

#### Risque inondation
À la suite du passage des tempêtes Ciarán, Domingos et Elisa et des inondations et coulées de boue qui se sont produites, la commune est reconnue, par arrêté du 14 novembre 2023, en état de catastrophe naturelle pour inondations et coulées de boue sur la période du 2 au 12 novembre 2023, comme 179 autres communes du département.

## Toponymie
Le nom de la localité est attesté sous les formes [Prædium] Rentica au XIe siècle ; Renthi en 1155-1176 ; Renthy en 1174 ; Renti en 1175 ; Rentiacum en 1221 ; Ranti en 1316 ; Rentivum en 1320 ; Renteke en 1361 ; Renty en 1533 ; Renty en 1793 et depuis 1801.
Ernest Nègre avance un toponyme issu de l'anthroponyme germanique Randicus.
La commune porte le nom de Renty ouRinti en picard et Renteke en flamand.

## Histoire
On raconte que saint Omer y fonda deux églises au VIIe siècle. La présence ancienne de saint Bertulphe, administrateur du comte Wambert de Renty, devint ensuite évangélisateur local et fondateur d'une abbaye mérovingienne. Wambert avait une sœur, Angadresme, qui après être devenue sainte est devenue la sainte patronne de la ville de Beauvais -une chapelle lui est consacrée en entrant à droite dans la cathédrale de Beauvais. Bertulphe s'en va ensuite fonder l'abbaye basse de Saint-Omer autour de laquelle s'établira la ville. Plus tard, lors du haut Moyen Âge à Renty, le château fort est construit au pied de la butte, en deçà de l'endroit où se trouve l'église actuelle. À l’époque, c'est un grand quadrilatère de forme rectangulaire, en pierre granitique et mélange de briques comme beaucoup d'habitations seigneuriales de l'époque. La terre cuite sous forme de briques et de tuiles existe dans la région depuis les Romains. Néanmoins, le château de Renty a près d'une mesure et demie de superficie (soit environ 4 800 m2). Quatre-vingts mètres de long par soixante mètres de large, avec une tour à chaque angle et deux autres de moindre diamètre encadrant l'entrée principale où se trouve le pont-levis. Les murs de Renty ont d'ailleurs été élevés sur les fondations d'une ancienne villa gallo-romaine Praedium Rentica, comme l’indiquent des relevés cadastraux sur la Morinie. Renty était alors visiblement le centre d’une implantation d’habitats dans le canton. Après sa destruction au IXe siècle par les Vikings, s’éleva une "ferté" (ou fère, comme on dit dans l’Est), avec des palissades et un donjon en bois.
Ce n'est que vers le milieu du XIIe siècle qu'Arnoult Ier de Renty décide de tout construire en "dur", c'est-à-dire en pierre. C’est lui qui fait construire deux établissements religieux dédiés à saint Bertulphe et à saint Denis en donnant au prieuré de Renty 120 mesures (38,5 ha) de terre avec terrage et dîme. Ceci a été confirmé en 1177 par le pape Alexandre III. À Renty, son petit-fils Arnoult II termine la construction qui est améliorée ensuite de génération en génération.
Au centre de la forteresse, la cour intérieure est pavée d'un côté avec l'encart au pied du donjon en dalles calées en opus incertum, et le reste est de la terre battue. On accède à la forteresse par un pont-levis à double chaînage donnant sur la route de Fauquembergues à Verchocq. Non loin de là, sur la gauche, coule l'Aa. Cours d'eau sans affluent, trop petit pour être titré fleuve, trop indépendant pour être qualifié de rivière. Dans la cour, des bâtiments rapidement fabriqués en planches et rondins de bois abritent les écuries, la basse-cour, et quelques grandes salles construites en torchis et pierre avec des madriers pour la structure, accessibles de la cour sous de grandes voûtes soutenues par des croisées d’ogives. L’escalier extérieur est ménagé dans l’épaisseur du mur, avec des ouvertures qui permettent de surveiller chaque salle, et au besoin, de tirer sur l’assaillant. Ces salles servent à loger les réfugiés éventuels. Sur la face est extérieure se trouve à six mètres du sol, la deuxième sortie de la forteresse. On y accède par un pont mobile.
Les tours sont très saillantes. La base plus large, appelée glacis, est construite en pierres plus grosses et bien appareillées. À l’intérieur, c’est un talus plein, et les murs sont percés de meurtrières avec un angle aigu destiné à empêcher l’ennemi de s’approcher des murs. Les bases du donjon, par contre, possèdent des arcs de décharge utilisés par les Byzantins dès le VIe siècle, qui soutiennent les murs. Si l’assaillant creuse une sape, sorte de galerie sous le mur, celui-ci ne s’effondre pas. Dès le début du XIIIe siècle, c’est une nouveauté pour l’Occident, rapportée des croisades sous Philippe-Auguste.
C'est dans cette vallée plate qu'est situé le village de Renty, entre deux plateaux crayeux où s'installeront et camperont nombre d'armées assiégeantes, au nord des sept vallées, traversées par sept rivières : l'Authie, la Canche, le bras de Brosne, l'Embrienne, la Ternoise, la Planquette, la Créquoise.
Renty était déjà un lieu de passage obligatoire avec une voie romaine pavée encore visible non loin, au XXIe siècle, et son ancienne villa du temps où on la nommait Rentiacum. Ce qui étymologiquement signifie la demeure de Rent ou Rentius, nom d'origine saxonne, mélange de flamand et de germain, agrémenté de latin. Chacun y a trouvé une origine discutable par son appellation controversée : pour d’autres, Renty viendrait de "rent" voulant dire déchirure en saxon, parallèle de "Aa" signifiant la même chose en franc gothique. Doit-on y voir également un rapport avec les armoiries de cette famille représentées par des doloires, couteaux ou hachettes ? Aa signifie aussi une source, un ru, en langue nordique.
Renty fut le siège d'une famille qui s'y installa il y a plus de mille deux cents ans pour y demeurer sans interruption près de six siècles jusqu’en 1354 dans la forteresse et jusqu’au XVIIe siècle sur les terres proches de Waltencheux, d’Assonval et du Cauroi. D’autres Renty resteront dans les environs comme à Verchocq, Rimboval au nord-est d’Embry, Wandonne à une lieue (environ 4 km) à l’est de Renty, Rollez à 5 km au sud de Renty, à Fasques, à Fauquembergues (Andrieu de Renty) et à Embry (Oudart Ier de Renty, voir Embry). À partir du milieu du XIVe siècle, une famille féodale puissante et célèbre récupère en dot la baronnie. La seigneurie dépendit alors de la famille de Croÿ et des d'Egmont. Au milieu du XIVe siècle, Renty est donc passée dans les mains de Guillaume de Croÿ (prononcer Crouy, village d'où la famille est originaire) qui avait épousé en 1354 Isabeau de Renty et obtint par dot cette terre, forteresse et fiefs affiliés.
Renty, jusque-là baronnie, fut érigée par Charles Quint en marquisat en avril 1532, au bénéfice de Philippe II de Croÿ, (maison de Croÿ), duc d'Aerschot, prince de Chimay, comte de Porceau et de Beaumont, baron de Renty, chevalier de la Toison d'Or, conseiller de l'empereur, premier chef des domaines et des finances, lieutenant gouverneur et capitaine général du comte de Hainaut, neveu et héritier de Guillaume de Croÿ, marquis d'Aerschot. À la baronnie de Renty, sont jointes les terres de Coupelles, Vieilles et Nouvelles, qui réunies, prendront le nom de marquisat de Renty.
En 1549, Charles Quint nomme Jacques de Bryas (Jacques II de Bryas), gouverneur de Renty, après avoir fortifié la place et son château pour renforcer sa frontière et le Comté d'Artois.
Henri II y battit les Espagnols de Charles Quint le 13 août 1554. Il existe une plaque commémorative de la bataille de Renty à l'intérieur de l'église. Henri II récompensa la vaillance du maréchal de Tavannes sur le champ de bataille même, en détachant de son cou le collier de son ordre de Saint-Michel pour l'en décorer.
- Saint Bertulphe de Renty (?-705), non affilié à la famille du même nom, fondateur de l'abbaye de Renty, mort le 5 février 705. Il était originaire de l'Est et du monastère de Remiremont en Belgique actuelle, d'où vinrent bon nombre de seigneurs locaux, francs et saxons avant de s'installer à la cour des rois mérovingiens et ensuite de Charlemagne.
- Oudart Ier de Renty (v. 1308-v. 1370), grand capitaine durant la guerre de Cent Ans, lieutenant des Armées du roi en Normandie, Ponthieu et Artois. Il fut ensuite seigneur d'Embry.
- Guillaume Ier de Croÿ (v. 1335-1384), seigneur de Croÿ, baron d'Airaines, décédé en 1384 au château de Renty. Il fut le mari d'Isabeau de Renty et écartela ses propres armes avec celles de Renty. Ce fut une condition sine qua non pour les épousailles. Une autre condition fut de rendre aux seigneurs de Renty un quint des terres et dîmes annexées.
- Jean Ier de Croÿ (v. 1365-1415), fils du précédent, seigneur de Croÿ et de Seneghem, baron d'Airaines et de Renty, mort le 25 octobre 1415 durant la bataille d'Azincourt. Il s'est marié en 1384 à Marie de Craon, fille de Jean Ier de Craon, seigneur de Domart-en-Ponthieu, et de Marie de Châtillon-Porcien-Pontarci, dame de Clacy et Tours, vidamesse de Laon.

### Guerre de Trente ans
Le château a été restauré en 1630 puis rasé huit ans plus tard en 1638, lors de la guerre de Trente Ans, sous Louis XIII par le maréchal de Châtillon sur l'ordre de Richelieu qui voyait d'un mauvais œil l'influence grandissante de certains hauts seigneurs et craignait le début d'une fronde. Le siège de Renty par les Français a eu lieu le 31 juillet 1638 entre le 1er et le 9 août 1638. Le maréchal de Châtillon loge à Fauquembergues et le maréchal de la Force à Fasque. Une tranchée est ouverte dans la nuit du 2 au 3. La reddition a lieu le 9 août. La forteresse est détruite.
Ce château n’était plus qu’une ruine en 1775. Il en existe encore des traces au centre du village. Des monticules recouverts de terre et de végétation, bordés de petits étangs destinés actuellement à la pèche, derrière un premier rang de bâtiments à droite de la route allant à l’Aa, témoignent encore en 2009 de la présence ancienne de ses murs. Les petits étangs (domaine privé) sont aménagés dans une partie des anciennes douves.

### Seconde Guerre mondiale
Durant la Seconde Guerre mondiale, des habitants de Renty et en particulier Norbert Fillerin organisent le réseau Pat O’Leary. Norbert puis Marguerite Fillerin seront arrêtés, déportés et reviendront des camps nazis.

## Politique et administration

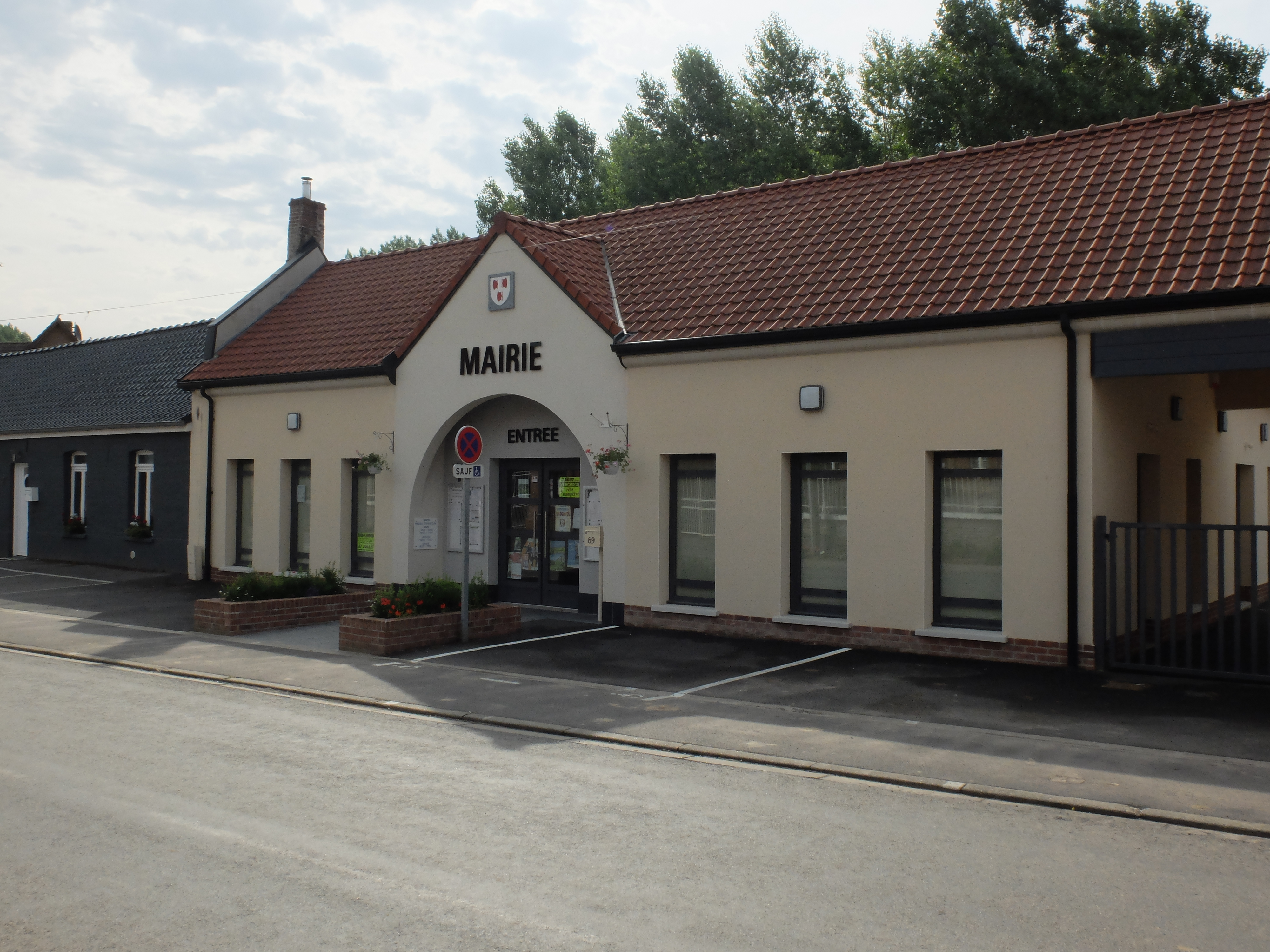
La mairie.

### Découpage territorial
La commune se trouve dans l'arrondissement de Saint-Omer du département du Pas-de-Calais.

#### Commune et intercommunalités
La commune est membre de la communauté d'agglomération du Pays de Saint-Omer qui regroupe 53 communes et totalise 104 937 habitants en 2021.

#### Circonscriptions administratives
La commune est rattachée au canton de Fruges.

#### Circonscriptions électorales
Pour l'élection des députés, la commune fait partie de la sixième circonscription du Pas-de-Calais.

### Élections municipales et communautaires

#### Liste des maires
| Période                                  | Période                    | Identité            | Étiquette | Qualité           |
| ---------------------------------------- | -------------------------- | ------------------- | --------- | ----------------- |
| Les données manquantes sont à compléter. |                            |                     |           |                   |
| 1989                                     | 2014                       | Jean Vielliard      |           |                   |
| avril 2014,                              | 2020                       | Christophe Grare    |           | Agriculteur       |
| 3 juillet 2020                           | En cours (au 3 avril 2022) | Jean-Marc Findinier |           | Ouvrier qualifié, |

## Population et société

### Démographie
Les habitants sont appelés les Rentysiens.

#### Évolution démographique
L'évolution du nombre d'habitants est connue à travers les recensements de la population effectués dans la commune depuis 1793. Pour les communes de moins de 10 000 habitants, une enquête de recensement portant sur toute la population est réalisée tous les cinq ans, les populations de référence des années intermédiaires étant quant à elles estimées par interpolation ou extrapolation. Pour la commune, le premier recensement exhaustif entrant dans le cadre du nouveau dispositif a été réalisé en 2008.

En 2022, la commune comptait 589 habitants, en évolution de −8,82 % par rapport à 2016 (Pas-de-Calais : −0,72 %, France hors Mayotte : +2,11 %).
| 1793 | 1800 | 1806 | 1821 | 1831 | 1836 | 1841 | 1846 | 1851 |
| ---- | ---- | ---- | ---- | ---- | ---- | ---- | ---- | ---- |
| 503  | 644  | 682  | 662  | 878  | 904  | 891  | 857  | 841  |

| 1856 | 1861 | 1866 | 1872 | 1876 | 1881 | 1886 | 1891 | 1896 |
| ---- | ---- | ---- | ---- | ---- | ---- | ---- | ---- | ---- |
| 803  | 818  | 802  | 755  | 770  | 741  | 728  | 706  | 706  |

| 1901 | 1906 | 1911 | 1921 | 1926 | 1931 | 1936 | 1946 | 1954 |
| ---- | ---- | ---- | ---- | ---- | ---- | ---- | ---- | ---- |
| 658  | 592  | 535  | 513  | 504  | 519  | 519  | 493  | 547  |

| 1962 | 1968 | 1975 | 1982 | 1990 | 1999 | 2006 | 2008 | 2013 |
| ---- | ---- | ---- | ---- | ---- | ---- | ---- | ---- | ---- |
| 525  | 484  | 429  | 448  | 463  | 439  | 514  | 536  | 635  |

| 2018 | 2022 | - | - | - | - | - | - | - |
| ---- | ---- | - | - | - | - | - | - | - |
| 603  | 589  | - | - | - | - | - | - | - |

#### Pyramide des âges
En 2018, le taux de personnes d'un âge inférieur à 30 ans s'élève à 34,5 %, soit en dessous de la moyenne départementale (36,7 %). De même, le taux de personnes d'âge supérieur à 60 ans est de 22,1 % la même année, alors qu'il est de 24,9 % au niveau départemental.
En 2018, la commune comptait 290 hommes pour 313 femmes, soit un taux de 51,91 % de femmes, légèrement supérieur au taux départemental (51,50 %).
Les pyramides des âges de la commune et du département s'établissent comme suit.
| Hommes | Classe d’âge | Femmes |
| ------ | ------------ | ------ |
| 0,0    | 90 ou +      | 0,3    |
| 6,9    | 75-89 ans    | 9,3    |
| 14,1   | 60-74 ans    | 13,4   |
| 28,3   | 45-59 ans    | 20,1   |
| 17,6   | 30-44 ans    | 21,1   |
| 13,1   | 15-29 ans    | 11,8   |
| 20,0   | 0-14 ans     | 24,0   |

| Hommes | Classe d’âge | Femmes |
| ------ | ------------ | ------ |
| 0,5    | 90 ou +      | 1,6    |
| 5,6    | 75-89 ans    | 8,9    |
| 16,7   | 60-74 ans    | 18,1   |
| 20,2   | 45-59 ans    | 19,2   |
| 18,9   | 30-44 ans    | 18,1   |
| 18,2   | 15-29 ans    | 16,2   |
| 19,9   | 0-14 ans     | 17,9   |

## Économie
Elle a été liée aux moulins, le moulin Cocatrice et le moulin à foulon, devenu moulin à papier, puis moulin à farine, et enfin scierie Grioche, et à la brasserie-malterie qui a fermé en 1920

## Culture locale et patrimoine

### Lieux et monuments
- L'abbaye de Renty.
- L'église Saint-Vaast.
- Le monument aux morts et une plaque commémorant les morts de la Première Guerre mondiale apposée à l'intérieur de l'église[37].

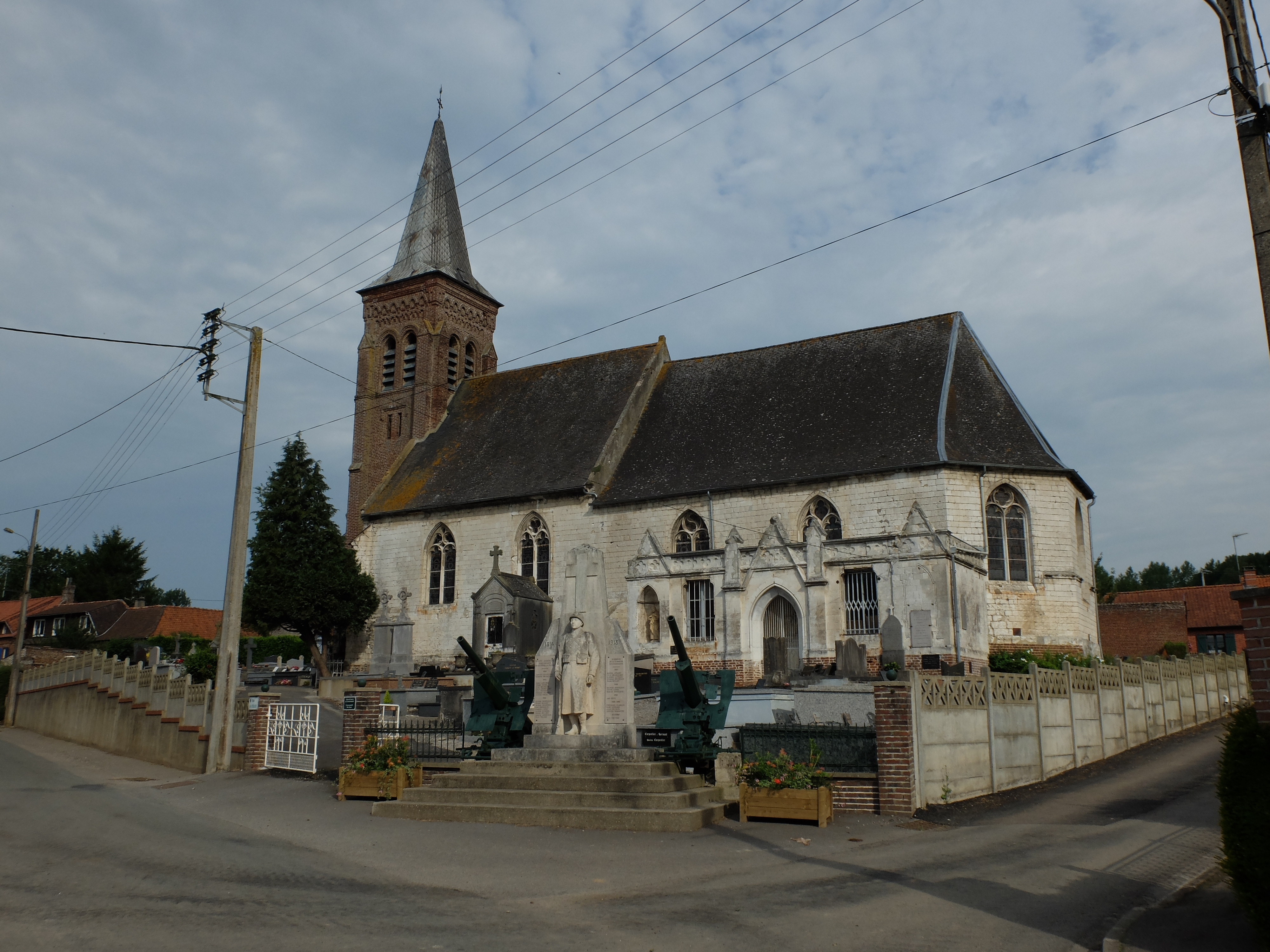
L'église Saint-Vaast.
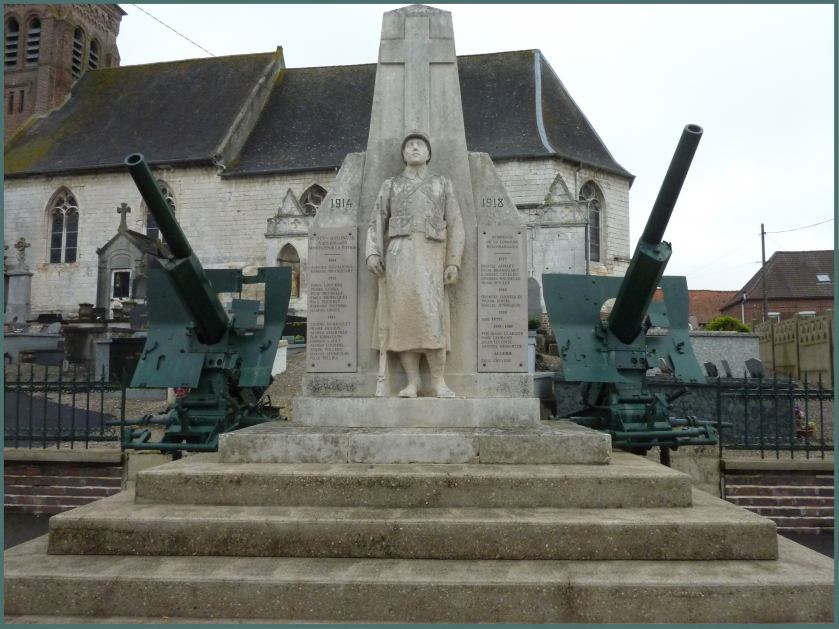
Le monument aux morts.

### Héraldique
| Blason de Renty | Blason  | D'argent à trois doloires de gueules, celles du chef adossées.    |
| Blason de Renty | Détails | Armes de la famille de Renty. Adopté par la municipalité en 1996. |

## Pour approfondir

#### Bases de données, dictionnaires et encyclopédies
- Ressources relatives à la géographie :   - Insee (communes)
  - Ldh/EHESS/Cassini
- Ressource relative à plusieurs domaines :   - Annuaire du service public français
- Notices d'autorité :   - VIAF
  - BnF (données)
  - GND
  - Tchéquie